# Цыркин, Игорь Маркович
Цыркин Игорь Маркович (укр. Циркін Ігор Маркович, род. 6 сентября 1974, Днепропетровск, Украинская ССР) — украинский политик, первый заместитель городского головы г. Днепропетровска с 2010 года по 2012 год. С 2012 года депутат Верховной рады Украины VII созыва (Председатель подкомитета по вопросам акцизного налога, специальных налоговых режимов, в том числе связанных с режимами инвестиционной деятельности, законодательного урегулирования рынка спирта, алкоголя и табака Комитета Верховной Рады Украины по вопросам налоговой и таможенной политики).

## Биография
Родился в Днепропетровске в семье потомственных врачей. Окончил СШ № 82. С 15-ти лет работал медицинским работником в городской больнице № 7. С 1991 по 1994 г. учился в Днепропетровском базовом медицинском училище № 1, продолжая совмещать работу в больнице с учёбой.
В 90-е годы прерывает медицинскую практику и начинает заниматься бизнесом. Поступает в Днепропетровский университет экономики и права. По окончании которого получает высшее образование по специальности «Менеджмент организаций и маркетинг». Полученное образование позволяет занимать руководящие должности в различных отраслях народного хозяйства, экономики, а также на государственной службе. За более чем 10 лет управленческой карьеры прошёл путь от рядового экспедитора до руководителя крупной компании. В 2006 году избирается депутатом городского совета, а в 2010 г. — депутатом областного совета, в этом же году назначен на пост первого заместителя мэра г. Днепропетровска.
В 2012 г. избран депутатом Верховной Рады Украины VII созыва от Партии Регионов по одномандатному избирательному округу № 25 в Днепропетровске, набрав 40 % голосов избирателей. Председатель подкомитета по вопросам акцизного налога, специальных налоговых режимов, в том числе связанных с режимами инвестиционной деятельности, законодательного регулирования рынка спирта, алкоголя и табака Комитета Верховной Рады Украины по вопросам налоговой и таможенной политики.
В 2012 г. поступил на факультет государственного управления Межрегиональной Академии управления персоналом.
В 2013 г. защитил диссертацию на получение научной степени кандидата политических наук. Является автором научных публикаций, посвященных исследованию политической культуры личности, а именно: «Внешние факторы и образование в системе формирования демократической направленности политической культуры личности», «Роль гражданского общества и политического лидера в формировании демократической политической культуры личности», «Теоретико-методологические основы исследования политической культуры личности трансформационного общества», «Изменение типа политической системы как основа формирования политической культуры личности трансформационного общества»,"Роль политического лидера в формировании политической культуры личности" и др.
3 июля 2014 года вышел из фракции Партии Регионов в Верховной Раде и с 22 июля состоял в депутатской группе «Экономическое развитие».

## Деятельность в органе местного самоуправления
При непосредственной поддержки Цыркина И. М. в январе 2012 года открыт визовый центр Посольства Польши на Украине в г. Днепропетровск. Пункт приема визовых документов является первой подобной структурой в восточной части Украины.
В 2010—2012 гг. Подписано 16 протоколов о намерениях по установлению партнерских отношений с различными странами мира.
Под его руководством внедрено и реализуются такие международные проекты:
«Города, развивающиеся — использование польского и украинского опыта в сфере построения современного самоуправления»;
«Содействие в создании эффективной системы государственного управления в Украине — организация стажировок»;
«Местное экономическое развитие городов Украины»;
«Содействие в создании эффективной системы государственного управления в Украине — организация стажировок» и другие.
По инициативе и непосредственном участии Цыркина И. М., разработан и внедрен проект строительства комплекса рационального использования и утилизации бытовых отходов «Правобережный», в первой очереди которого открыт муниципальный полигон.
В 2012 году под его руководством установлен первый в Днепропетровской области Пост экологического контроля по мониторингу промышленных выбросов в атмосферный воздух.
При его непосредственном участии решено многолетнюю проблему неудовлетворительного состояния дренажно — паводкового канала «Гнилокиш», который находится в заиленном и заросшем состоянии, что привело к снижению его способности эффективно отводить паводковые и грунтовые воды и повлекло подтопление территории АНД района.
По инициативе Цыркина И. М., и поддержкой городского головы с целью усовершенствования работы Центра разрешительных процедур «Единый офис» введен дополнительно восемь должностей государственных администраторов, в то время значительно способствовало более комфортной работе предпринимателей города.
Также, была основана в сети Интернет проведение тематических семинаров для предпринимателей по актуальным вопросам ведения бизнеса; подготовлено и выпущено городской каталог «Малый и средний бизнес города Днепропетровска» на страницах которого предоставлялась информация о предприятиях, работающих в сфере производства и имеют перспективные инвестиционные проекты.
в 2008 году по инициативе И. М. Цыркина был создан Фонд социальных программ города «Наш дом- Днепропетровск». Членами попечительного совета являются Иосиф Кобзон, Георгий Викторович Дзяк (ректор Днепропетровской медицинской академии), Валентин Цыков (Академия аграрных наук Украины).

## Политическая деятельность
Председатель подкомитета по вопросам акцизного налога, специальных налоговых режимов, в том числе связанных с режимами инвестиционной деятельности, законодательного регулирования рынка спирта, алкоголя и табака Комитета Верховной Рады Украины по вопросам налоговой и таможенной политики. Является членом групп по межпарламентским связям со странами ЕС, Российской Федерацией, Республикой Беларусь.
Является автором таких законопроектов:
"О внесении изменений в Закон Украины «О государственном регулировании производства и оборота спирта этилового, коньячного и плодового, алкогольных напитков и табачных изделий» (относительно создания условий для производства виски и рома на Украине).
«О стимулировании развития внутреннего рынка сбыта продовольственных товаров отечественного производства».
«Об ограничении производства, использования, ввоза и распространения на Украине полимерных пакетов и упаковок длительного расщепления».
«О внесении изменений в некоторые законы Украины относительно торговли алкогольными напитками с помощью сети Интернет».
«О внесении изменений в Закон Украины „Об осуществлении государственных закупок“ относительно содействия предприятиям общественных организаций инвалидов при участии в закупке товаров, работ и услуг».
А также предложены следующие поправки к законам:
О внесении изменений в статью 230 Налогового кодекса Украины по контролю за оборотом спирта и ликеро-водочных изделий;
О внесении изменений в Налоговый кодекс Украины (относительно совершенствования процедуры по финансовым векселям);
О налоговом и таможенном контроле в свободной экономической зоне Крыма и об особенностях осуществления экономической деятельности на временно оккупированной территории Украины;
Об обеспечении прав и свобод граждан на временно оккупированной территории Украины.

## Награды и почётные звания
- Кабинет Министров Украины. Благодарность Цыркину И. М. за весомый вклад в обеспечение развития предпринимательства, добросовестный труд, высокий профессионализм. № 6826, 14.07.07
- Министерство экономики Украины. Диплом III степени за достижения в труде. Министр Б. М. Данилишин. 01.09.2008
- Министерство экономики Украины. Диплом I степени за достижения в труде. Министр Б. М. Данилишин. 01.09.2009
- Государственная налоговая администрация. Благодарность Цыркину И. М., за плодотворное сотрудничество в деле воспитания налоговой культуры. Председатель А. И. Брезвин
- Благодарность городского головы Цыркину И. М. за весомый вклад в развитие музыкального искусства и поддержку талантливой молодежи. Мэр И. И. Куличенко. Распоряжение городского головы от 02.04.07 № 142-рк 18-22.04.07
- Управление Государственной автомобильной инспекции УМВД Украины в Днепропетровской области. Благодарность за сотрудничество, понимание и большой вклад в работу. Начальник управления ГОИ УМВД Украины в области, полковник милиции Д. А. Христофоров 2006 г.
- Украинский национальный комитет Международной торговой палаты. Почётный знак отличия за личный весомый вклад в развитие международного бизнеса и национального предпринимательства. Президент В. Щелкунов. 04.09.2008 № 244
- Днепропетровский городского совет. Почётная грамота за добросовестный плодотворный труд, высокий профессионализм, весомый личный вклад в разработку Стратегического плана развития города Днепропетровска до 2020 года. Мэр И. И. Куличенко. Распоряжение городского головы от 01.12.11 № 511-рк
- Грамота Днепропетровского областного совета первому заместителю Днепропетровского городского головы, депутату Днепропетровского областного совета И. М. Цыркину за значительный личный вклад в социально-экономическое развитие города, многолетний добросовестный труд в органах государственного управления и местного самоуправления, высокий профессионализм и активную общественную деятельность. Председатель областного совета Е. Г. Удод.
- Почётный знак председателя Днепропетровского областного совета за многолетний добросовестный труд в органах местного самоуправления, высокий профессионализм, активную общественную деятельность и по случаю Дня местного самоуправления. Удостоверение № 853 от 28.11.12 Удод Е. Г.